# Metacyclops grandis
Metacyclops grandis – gatunek widłonoga z rodziny Cyclopidae. Nazwa naukowa tego gatunku skorupiaków została opublikowana w 1935 roku na podstawie prac naukowych niemieckiego zoologa Friedricha Kiefera.